# سان ولی (آریزونا)
سان ولی (به انگلیسی: Sun Valley) یک منطقهٔ مسکونی در ایالات متحده آمریکا است که در شهرستان ناواهو، آریزونا واقع شده‌است. سان ولی ۸۱٫۸۷ کیلومتر مربع مساحت و ۱۳٬۹۷۵ نفر جمعیت دارد و ۱٬۶۰۹٫۹۷ متر بالاتر از سطح دریا واقع شده‌است.